# Maison du Charolais
La Maison du Charolais est un musée français situé sur la commune de Charolles dans le département de Saône-et-Loire en région Bourgogne-Franche-Comté.
Ouverte en 1999, la Maison du Charolais est composée d'un musée, d'un espace dégustation, d'une boutique de produits du terroir et d'un restaurant. Le musée invite à découvrir la race charolaise, une race bovine fruit d’un élevage devenu l’emblème de son territoire d’origine, le Charolais-Brionnais. Son objectif essentiel est par ailleurs de rattacher à un terroir toute la production de viande charolaise de qualité, une notion ayant valeur d'argument très pertinent auprès du consommateur[réf. souhaitée].
En 2011, la Maison du Charolais a reçu 10 429 visiteurs,.
La Maison du Charolais est entièrement accessible aux personnes handicapées quel que soit leur handicap, et a reçu le label « Tourisme et handicap ». 

## Histoire
Les grandes étapes du projet ont été les suivantes, :
Mars 1992 : Jean DUCERF, Conseiller Général du canton de Charolles sollicite le Conseil général de Saône-et-Loire pour le dossier d'agropole et la conception détaillée du projet. Le Directeur général adjoint des services départementaux est alors chargé de ce dossier. Cette réflexion est conduite en partenariat étroit avec la Chambre de Commerce et d'Industrie de Mâcon – Charolles – Tournus, la Chambre d'Agriculture de Saône-et-Loire et de nombreux partenaires de la filière. 
1992 et 1993 : une importante concertation entre tous les partenaires de la filière est réalisée. Un dossier commun est établi et l'assemblée départementale adopte à l'unanimité le principe de réalisation du projet. 
Le 7 avril 1995 : le Président Beaumont présente officiellement le projet et propose de créer une association partenaire et support du groupe d'actions locales pour les financements LEADER II. 
Décembre 1995 : une trentaine de partenaires de la filière expriment leur accord et s'engagent dans un plan de financement pour cinq ans. Les statuts de l'association « Institut Charolais » sont déposés en sous-préfecture de CHAROLLES le 22 décembre 1995.
Le 1er janvier 1996, la Chambre de Commerce et d'Industrie de Mâcon – Charolles – Tournus recrute un chargé de mission pour animer le programme Leader II. Cet animateur est ensuite recruté par le Conseil général de Saône-et-Loire, le 1er janvier 1997, pour assurer le suivi des travaux sur le site. 
Toutes les conditions sont alors réunies pour lancer officiellement la construction du centre de promotion de la viande charolaise.
Décembre 1996 : le cabinet d'architecture Chambaud-Chanal est retenu pour assurer l'exécution du bâtiment. La scénographie est confiée au cabinet Anne José Hilaire de DIJON. Par ailleurs, un conseil scientifique est mis en place sous l'autorité de Gérard Ferrière, Directeur du muséum d'histoire naturelle de Dijon pour créer le scénario des expositions présentées. 
Août 1999 : l'Institut Charolais ouvre ses portes au public. 
13 novembre 1999 : inauguration sous la présidence de Pierre Chevalier, Président de l'Office National Interprofessionnel des Viandes, de l'Elevage et de l'Aviculture (OFIVAL) et le haut patronage de Pierre Troisgros. 
La gestion est tout d’abord assurée par la filière viande charolaise regroupée au sein de l’association « Institut Charolais », créée en décembre 1995, avec un engagement de 5 ans.
En décembre 2001, la régie personnalisée « Institut Charolais » est mise en place à l’initiative du Conseil Général de Saône-et-Loire (en 2005, elle prend le nom de « Régie Maison du Charolais »). Elle a pour vocation la gestion des équipements et l’animation du site, aux côtés de l’association, recentrée sur la promotion et l’innovation.
En Juin 2013, M Arnaud Montebourg, ministre du redressement productif, a inauguré la Maison du Charolais, à la suite du relooking de sa partie restauration et boutique.

## Géographie et accès

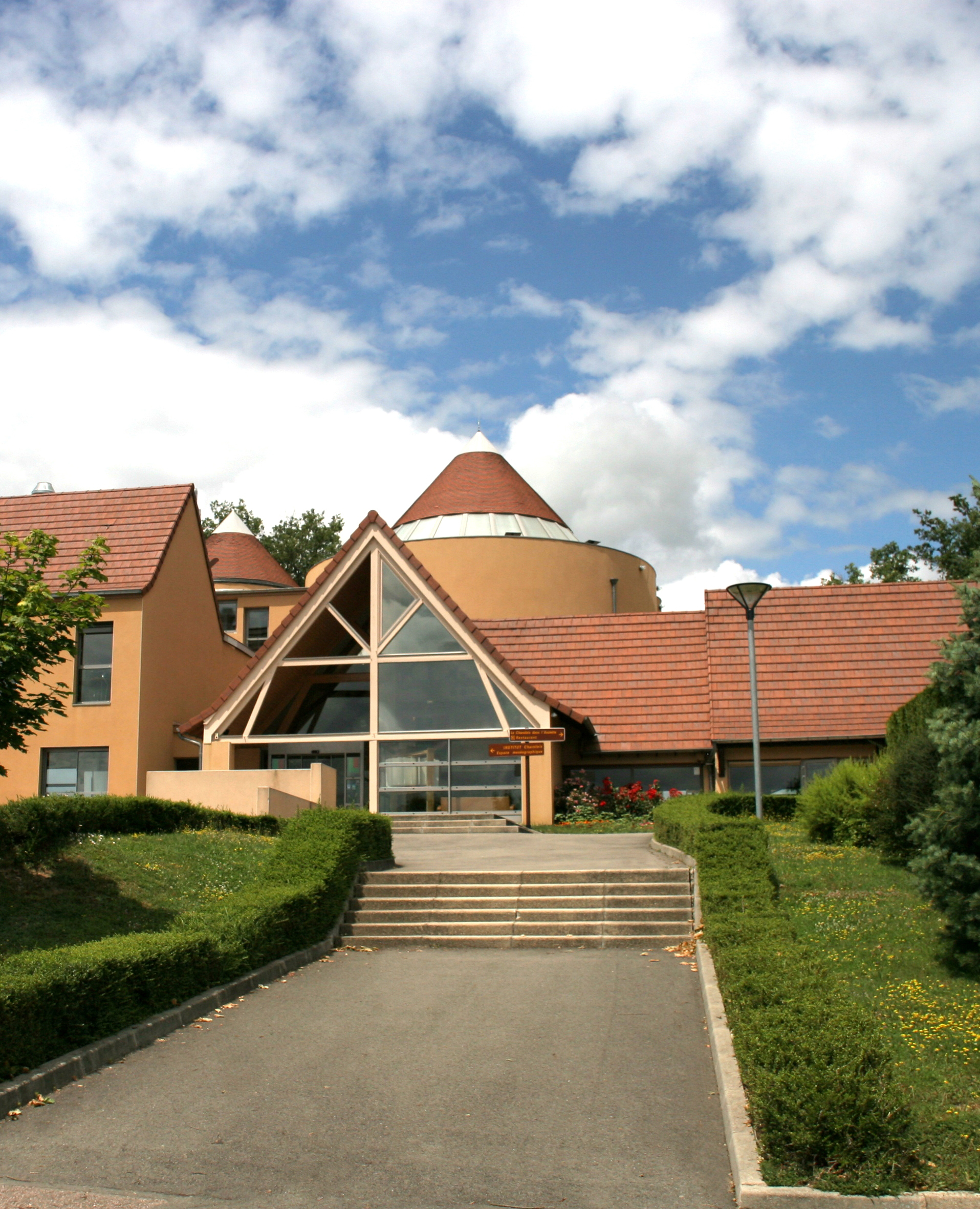
Vue extérieure de la Maison du Charolais.

La Maison du Charolais est située en Bourgogne du Sud dans une région de bocage, le Pays Charolais Brionnais, candidate au patrimoine mondial de l'UNESCO. Elle est plus précisément située sur la commune de Charolles, dite la « Venise du Charolais ».
L'accès s'effectue par la Route Centre-Europe Atlantique (sortie 12), à 40 minutes de Mâcon (desservie par les autoroutes A6 et A40) et les gares ferroviaires de Mâcon-Loché-TGV et de Mâcon-Ville.

## Site touristique: Régie Maison du Charolais
La Régie « Maison du Charolais » a pour objectifs de:
- Équiper et exploiter la Maison du Charolais, propriété du Conseil général de Saône-et-Loire[13].
- Promouvoir le site et l’espace muséographique auprès de la clientèle de passage apportée par la RCEA, auprès de la clientèle touristique et auprès des enfants grâce à des programmes spécifiques à destination des scolaires[14].
- Promouvoir le territoire Charolais, grâce à l’espace muséographique et la boutique, en lien avec les producteurs et artisans du terroir,
- Assurer la diffusion des produits touristiques des opérateurs régionaux, en lien avec les offices du tourisme et l’association Charolais – Brionnais – Tourisme[15].
- Assurer la promotion des salles de réunions et de séminaires[16].
- Développer des évènements particuliers originaux et bien identifiés dans le programme d’animation locale et départementale[17].
- Animer une plateforme de services au profit des adhérents de l’association « Institut Charolais » : prestations de secrétariat et de création graphique, centre documentaire, ...

### L'espace muséographique

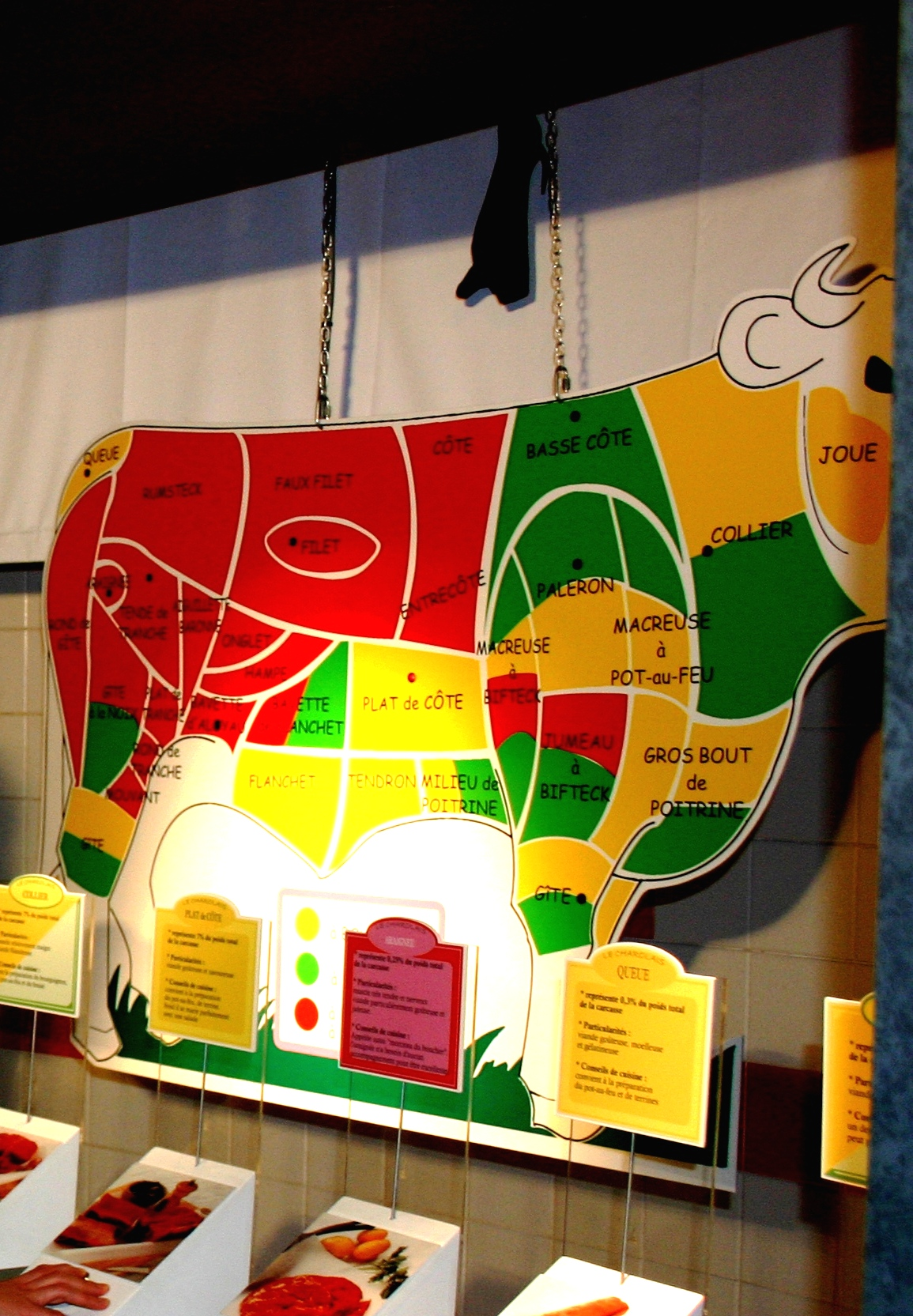
L'espace muséographique.

L’espace muséographique de la  Maison du Charolais propose une visite  ludique et interactive, suivie d’une dégustation commentée et conviviale de viande charolaise.
- Passage de l’herbe à la viande :

Découverte du passage de l’herbe à la viande et la différence fondamentale entre les troupeaux laitiers et les troupeaux allaitants, comme le Charolais, la transformation de l’animal sur pied à la viande commercialisée. Des illustrations concrètes sur la traçabilité et les labels officiels de qualité sont également proposées. 
- Le travail de l’éleveur :

Découverte de l’élevage des bovins charolais, qui rythme l’emploi du temps des hommes au fil des saisons et la passion qui anime l’éleveur de charolais tout au long d’une année,
Un film en 3D tourné au cœur du marché aux bovins charolais de Saint-Christophe-en-Brionnais, l’un des plus importants de France est proposé aux visiteurs.
- Le paysage et le terroir :

Découverte du paysage de bocage grâce au film du survol du territoire et depuis le belvédère avec une vue panoramique sur les monts du Charolais.
- La visite se termine en dégustant de la viande charolaise (AOC Bœuf de Charolles[21]), accompagnée d’un verre de vin rouge. Les animatrices de la Maison du Charolais profitent également enseignent également l’art d’une cuisson parfaite.

Par ailleurs, la Maison du Charolais organise de nombreuses animations pour tous.

## L'Institut Charolais

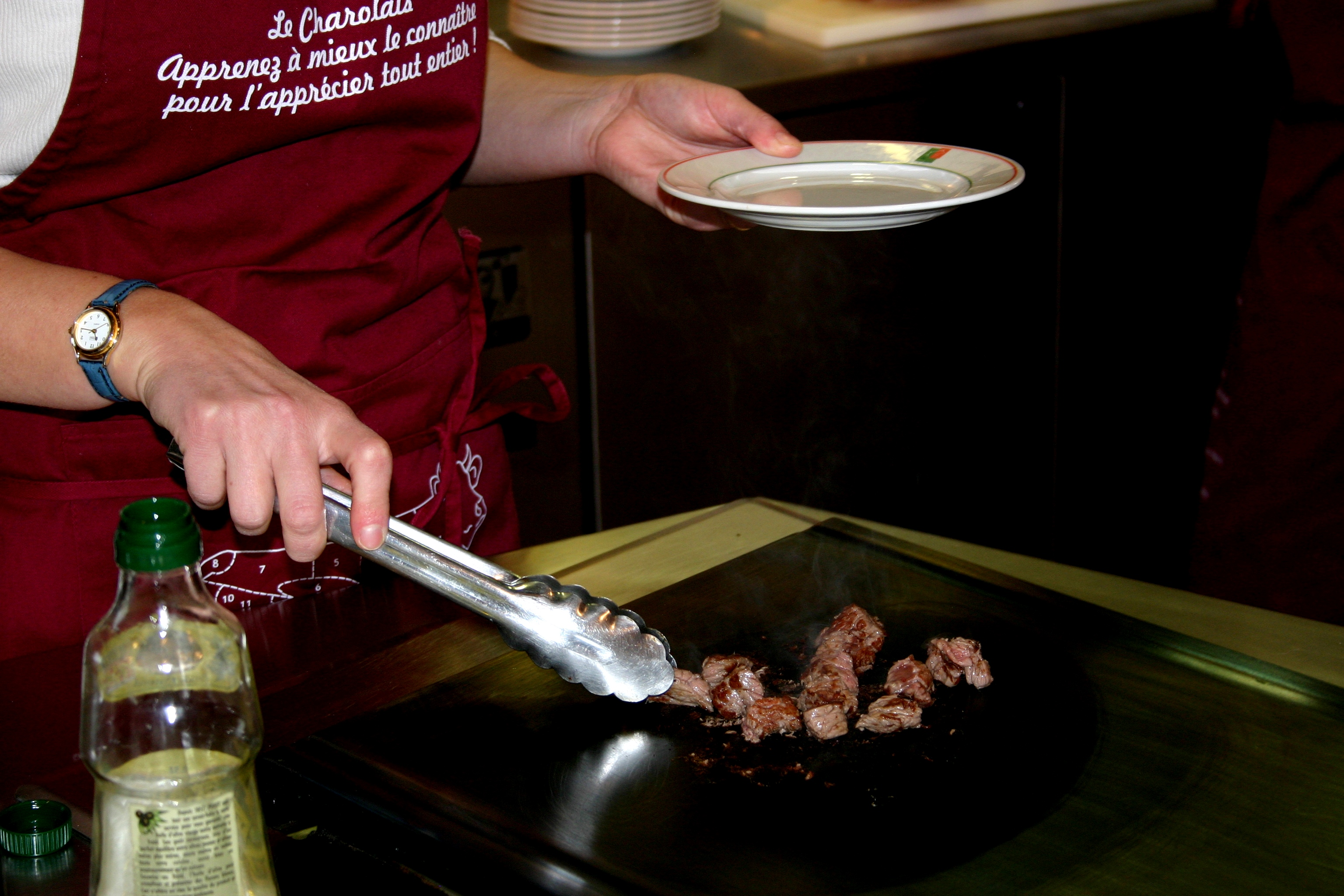
Dégustation à la Maison du Charolais.

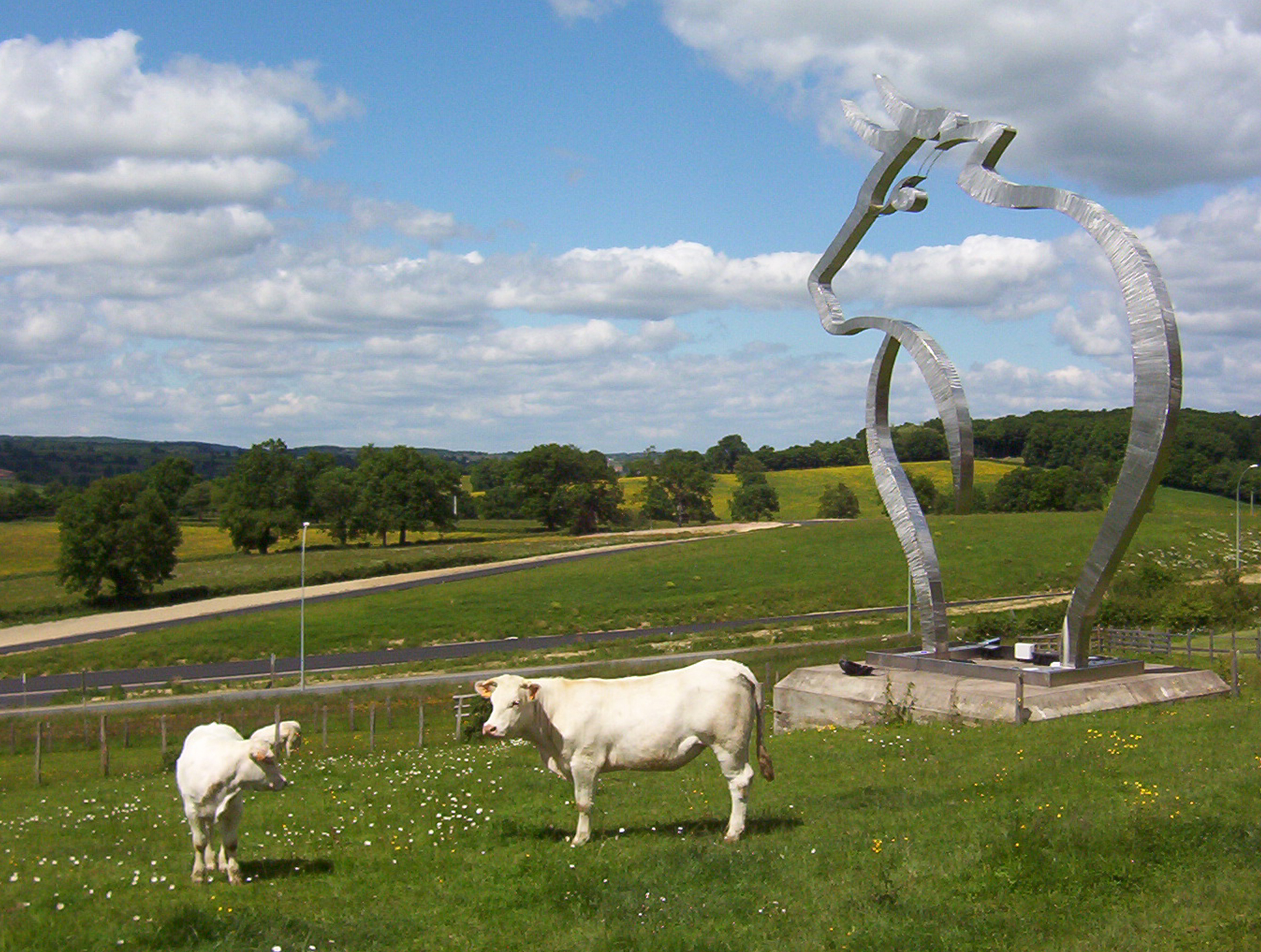
Vaches à l'extérieur de la Maison.

L’association « Institut Charolais » a pour objectifs de,:
- Impulser et mettre en œuvre des actions de promotion de la viande et la race charolaise. L'association initie des actions de communication et de promotion qui permettent de créer une dynamique au service de la qualité. Différents thèmes sont développés : la production, la transformation, la distribution et la restauration[25].
- Promouvoir la viande charolaise auprès du grand public[26]
- Dynamiser et coordonner, à l’exception de l’apprentissage, les opérations de promotion, de formation et de perfectionnement, de recherche, en accord avec les actions des organismes participants. Deux phases de recherche ont été conduites : « travaux de recherche et de développement sur la qualité des viandes charolaises » et « étude de caractérisation des qualités de la viande charolaise ».
- Assurer le développement, en partenariat avec l’ensemble des professionnels et des acteurs de la filière charolaise, les écoles et les pouvoirs publics, de toute activité de recherche, de promotion, de formation dans le domaine de la viande charolaise.
- Assurer la valorisation et la transformation de la viande charolaise dans le cadre du contrat de filière, grâce notamment à l’élaboration de produits carnés nouveaux.

Sur ce point l’« Institut Charolais » mène un projet de « valorisation et de transformation des viandes charolaises », dans le cadre d’un projet labellisé « Pôle d’Excellence Rural ». Des recettes nouvelles à base de morceaux de l’avant sont en cours d’élaboration, avec le soutien du Lycée Julien Wittmer de Charolles.
- Faire connaître et promouvoir ses actions auprès de tous les partenaires de la filière[28].
- Soutenir l’action de la Régie et de tout autre établissement ayant pour objet les actions en faveur de la promotion de la viande charolaise.